# گوگول ۲۳۶۱
سیارک ۲۳۶۱ (به انگلیسی: 2361 Gogol، نامگذاری:1976GQ1) دو هزار و سیصد و شصت و یکمین سیارک کشف شده‌است که در ۱ آوریل ۱۹۷۶ کشف شد.
قدر مطلق سیارک برابر ۱۱٫۷۰ است.